# ハンス・リヒター (画家)
ハンス・リヒター（Hans Richter、1888年4月6日 - 1976年2月1日）は、ドイツの画家、映画監督。

## 来歴
ベルリンで生まれ、建築、美術などを修学後、1912年に開催された表現派の「嵐展」などに参加。
第一次世界大戦にて負傷後はチューリヒ・ダダ運動に参加、肖像画や抽象芸術の作品を制作した。
1918年、イタリアの作曲家フェルッチョ・ブゾーニ、スウェーデンの画家ヴィキング・エッゲリングらと共に色彩や形態の構造研究に取り組み、実験映画を制作している。
1940年にアメリカ合衆国に亡命後、第二次世界大戦末期に新聞記事をコラージュした作品『東方の勝利』を発表した。
1942年、ニューヨーク市立大学映画研究所所長に就任。『金で買える夢』や『8×8』などの作品を制作した。1960年代以後はスイスへ渡り、エコー絵画の連作他、作品制作に打ち込んだ。

## 作品
- Dadascope (1961)
- 8 x 8: A Chess Sonata in 8 Movements (1957)
- Dreams That Money Can Buy (1947)
- Vom Blitz zum Fernsenhbild (1936)
- Keine Zeit für Tränen (1934)
- Hallo Everybody (1933)
- Europa Radio (1931)
- Neues Leben (1930)
- Alles dreht sich, alles bewegt sich (1929)
- Everyday (1929)
- Rennsymphonie (1929)
- The Storming of La Sarraz (1929)
- Zweigroschenzauber (1929)
- Vormittagsspuk (1928)
- Inflation (1927)
- Filmstudie (1926)
- Rhythmus 25 (1925)
- Rhythmus 23 (1923)
- Rhythmus 21 (1921)